# بيرك سفلي
بيرك سفلي (بالفارسية: بیرک سفلی) هي مستوطنة تقع في Sangar Rural District في إيران. يقدر عدد سكانها بـ 467 نسمة .